# Zeulsdorf
Zeulsdorf ist ein Stadtteil der Stadt Gera, der am 1. Juli 1950 eingemeindet wurde.

## Geographie
Der Ort liegt im Südwesten der Stadt Gera; durch die Trabantenstadt Lusan mittlerweile mit Lusan verwachsen bildet es deren äußerstes Ende.

## Geschichte
Zeulsdorf wurde erstmals am 22. Oktober 1409 urkundlich in Zusammenhang mit einem Friedrich von Gropz zu Zeulsdorf als altenburgischer Manne des Stadtvogts von Gera erwähnt
Über die Jahrhunderte war Zeulsdorf der Herrschaft Gera zugehörig. 1827 umfasste der Ort neben dem Rittergut 16 Häuser mit 93 Einwohnern.
Ein in Zeulsdorf ansässiger Kammer-Kommissionsrat und vormaliger Gymnasialprofessor für Mathematik war 1811 Bewahrer der Geraer Eichmaße und -gewichte.
Zuständiger Pfarr- und Schulort war Dürrenebersdorf, wo bis in das 19. Jahrhundert auch die Verstorbenen beerdigt wurden.
1950 wurde Zeulsdorf zu Gera eingemeindet. In die Aufstellung des Bebauungsplanes für das Großwohngebiet Lusan ab Beginn der siebziger Jahre wurde auch die Zeulsdorfer Flur für den Planabschnitte 7 und 8 mit einbezogen; am 18. Dezember 1986 wurde die Verlängerung der Straßenbahnlinie 3 zum Endhaltepunkt Zeulsdorf in Betrieb genommen.

### Rittergut Zeulsdorf
Das Rittergut war zwischen 1567 und 1679 in ein oberes und ein unteres Gut getrennt. Es besaß die Erbgerichtsbarkeit außer über Zeulsdorf auch über Weißig, vier Häuser in Dürrenebersdorf und ein Haus in Hundhaupten. Die niedere Gerichtsbarkeit wurde zum 1. Januar 1855 aufgehoben. Daneben übte es das Patronatsrecht über die Kirche in Dürrenebersdorf aus. Seit 1672 gehörten auch die Untertanen in Oberröppisch und Unterröppisch zum Rittergut Zeulsdorf, wobei für Oberröppisch ein gesondertes Patrimonialgericht bestand.
Das Rittergut bis 1724  im Besitz der Familie Limmer, bis 1797 der Familie Cramer, bis 1814 der Familie Bartsch und danach die Familien Albert und Leers.

## Politik
Zeulsdorf hat keine Ortsteilverfassung, somit auch keinen Ortsteilrat und keinen Ortsteilbürgermeister.

## Entwicklung der Einwohnerzahl
| Jahr      | 1827 | 1910 | 2008 |
| Einwohner | 93   | 100  | 126  |

## Verkehr
Zeulsdorf ist über das Großwohngebiet Lusan zu erreichen.
ÖPNV-Anbindung besteht über die Straßenbahnlinien 2 und 3 der Verkehrs- und Betriebsgesellschaft Gera.
Nächstgelegener Bahnhof ist Gera-Zwötzen.

## Bildung
Es gibt in Zeulsdorf/Lusan ein breites Angebot an Kindereinrichtungen:
- Integrative Kindertagesstätte Sonnenkäfer (Kinderkrippe, Kindergarten, Hort),
- Katholische Kindertagesstätte Perlboot St. Franziskus (Kinderkrippe, Kindergarten, Hort),
- Kindertagesstätte Kinderland (Kinderkrippe, Kindergarten, Hort),
- Kindertagesstätte Sonnenblume (Kinderkrippe, Kindergarten, Hort),
- Kindertagesstätte Traumwelt (Kinderkrippe, Kindergarten, Hort).

Zuständige Grundschulen bei gemeinsamem Schulbezirk mit freier Schulwahl:
- Erich-Kästner-Grundschule (Lusan)
- Wilhelm-Busch-Grundschule (Lusan)

Staatlich anerkannte Schulen in freier Trägerschaft:
- BIP Kreativitätsgrundschule Gera (Privatschule, schulgeldpflichtig)
- Freie Waldorfschule Gera (Privatschule, schulgeldpflichtig).

Nächstgelegene Regelschule:
- Staatliche Regelschule 4, dazu die
- IGS Integrierte Gesamtschule.

Weitere Einrichtungen:
- Staatliches Regionale Förderzentrum Gera.

## Persönlichkeiten
- Ali Ghito (1905–1983), Schauspielerin